# 27-й окремий полк НГ (Україна)
27-й окремий полк (27 ОП НГУ, в/ч 3082) — підрозділ у складі Північного оперативно-територіального об'єднання Національної гвардії України.

## Історія
22-й окремий батальйон було сформовано на базі 3-го лінійного батальйону 27-ї окремої бригади (в/ч 3066) в грудні 2019 року.
В ???? році батальйон розгорнуто у 27-й окремий полк.
11 лютого 2023 полк відзначено стрічкою «За мужність та відвагу».

## Структура
- управління частини
- стрілецька рота
- 1 патрульна рота
- 2 патрульна рота
- ВМТЗ
- кінологічна група
- вузол зв‘язку
- відділення інструкторів

## Командування
- полковник Андрій Савчук (2019)
- полковник Ігор Оринко (2021)